# Francesco Morosini
Francesco Morosini, también conocido como el Peloponnesiaco (Venecia, 26 de febrero de 1619 – Nauplia, 6 de enero de 1694), se convirtió en dux de la República de Venecia el 3 de abril de 1688.

## Vida

### Familia
Hijo de Pietro y de Maria Morosini (prima del padre), según las crónicas de la época la vida de Francesco Morosini fue trastornada a tiernísima edad por la extraña muerte de su madre (se ahogó intentando salvar a su marido que había caído al agua) lo que hicieron durante mucho tiempo sospechar de la inocencia del padre. Quizás este episodio y la sucesiva mala relación con la nueva madrastra hicieron nacer en él un espíritu rebelde y belicoso. Encaminado a los estudios clásicos, se mostró más interesado en las batallas y la estrategia, enrolándose tempranamente en las armadas venecianas. Demasiado empeñado en las armas nunca se casó. Tuvo dos hermanos.

### Carrera militar
Joven marinero durante los años treinta del siglo XVII, solo el estallido de la guerra contra el Imperio otomano en 1644 (Guerra de Candía) y la notable fortuna de su familia le permitieron dar rienda suelta a sus instintos y a su capacidad en modo completo. Perdida casi enteramente la isla de Creta, solo permanecía en poder veneciano la ciudad de Candía, la capital, que vino rápidamente asediada por los enemigos. Nombrado comandante de las fuerzas terrestres de la ciudad por dos veces (1646–1661 y 1667–1669) consiguió organizar sus tropas hasta el punto de hacerlas resistir durante 23 años. Las terribles batallas redujeron la ciudad a escombros y llenaron los cementerios militares de la isla (entre los venecianos se contaron cerca de 30 000 muertos y entre los turcos unos 80 000) sin que la situación cambiase sustancialmente.
El 6 de septiembre de 1669, vista la objetiva imposibilidad de proseguir la resistencia, Morosini firmó una paz con el enemigo y cedió la ciudad salvaguardando no obstante ciertas fortalezas cercanas a la isla. La capitulación fue honorable y gloriosa para los vencidos venecianos: pudieron llevarse su artillería; conservaron en Creta la fortalezas de la Suda, de Spinalonga y de Carabusa y los turcos les restituyeron Clissa en Dalmacia; finalmente los musulmanes se comprometían a no entrar en la ciudad en doce días para dejar partir libremente a todos aquellos que quisieran hacerlo. Cuando los turcos entraron en Candía encontraron solo a dos monjes griegos, tres hebreos y una pobre vieja; en toda la isla la población se había reducido en 22 000 almas.
Su excesiva autonomía (y un uso indebido del dinero público) le costó un proceso en 1670 por insubordinación y apropiación indebida del cual, a pesar de todo, salió libre. El final de la guerra y la relativa calma que le siguió se trasladó por algún tiempo a Friuli. Parecía el inicio de su retirada después de una juventud llena de éxitos y privilegios pero la República, a pesar de encontrarse postrada económica y militarmente, no aceptando el tratado de 1669, aceptó la oferta de Austria de aliarse con ellos en su guerra contra los turcos en 1683, para así vengarse de las afrentas sufridas.
Morosini, uno de los últimos grandes comandante venecianos, fue rápidamente nombrado dirigente de la misma. En los años siguientes (1683–1687), con una flota relativamente pequeña y con un equipamiento de media calidad, consiguió fraguar empresas admirables con conquistas de islas y fortalezas tenidas por inconquistables.

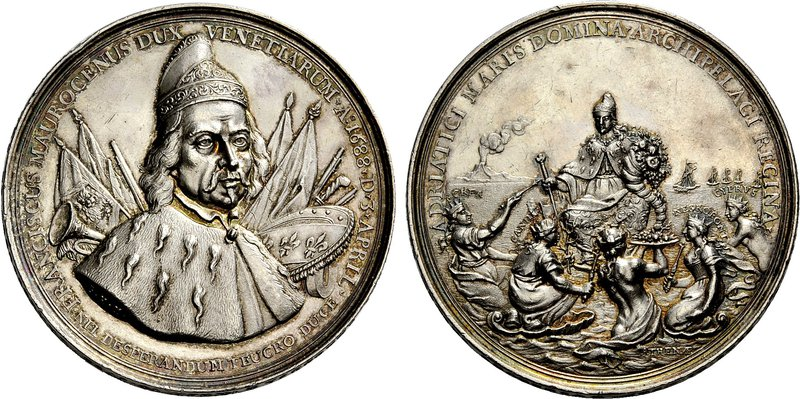
Francesco Morosini en una medalla conmemorativa de 1688, con motivo de la conquista de Morea por los venecianos el año anterior.

Además amenazó las fronteras del Imperio otomano en el mar Mediterráneo. En 1684 conquistó la isla de Santa Maura; en 1685 ocupó Corone y la Maina; en 1686, con su lugarteniente Königsmarck, un sueco entrado al servicio de la República, tomó posesión de Navarino, Modona, Argos y Nauplia; en 1687 toda la Morea, salvo Monemvasía y Mistrá, estaba en sus manos; después se apoderó de Patras y de Lepanto, de Corinto y de Atenas.
Durante el asedio de Atenas, un golpe de mortero destruyó en parte el Partenón, ya que los musulmanes lo utilizaban como polvorín. Fue en aquella ocasión cuando se derrumbó el techo del templo, que hasta ese momento había permanecido milagrosamente intacto.
En 1687, por su méritos en el campo de batalla, obtuvo del Senado veneciano, cosa nunca antes ocurrida, el título de Peloponnesiaco además de un busto en bronce en su honor (cosa prohibida para las personas todavía en vida y muy raro también para las ya difuntas). La inscripción rezaba «Francisco Morosini Peloponesiaco, adhuc vivendi, Senatus» («El Senado a Francesco Morosini, el Peloponnesiaco, todavía en vida»).

### Dogado
Refutada su candidatura en 1684, a la muerte de Marcantonio Giustinian (23 de marzo de 1688) el 3 de abril de 1688 fue elegido dux. La noticia le llegó durante un asedio y para honrarle, su coronación tuvo lugar entre sus soldados entusiastas. Vuelto a Venecia en 1690, Morosini cansado después de tantas expediciones, pudo gozar de tratamientos de favor y privilegios nunca concedidos con anterioridad.
Durante este periodo se observó una cierta vanidad excesiva que destruyó un poco la fama de gran hombre que había obtenido con sus victorias. Demasiado arrogante para los senadores y demasiado vanidoso para el pueblo, se decidió enviarlo nuevamente a la cabeza de sus tropas visto que los generales que le habían sustituido no se encontraban a su altura.
En mayo de 1693 partió de Venecia con su flota y rápidamente se lanzó a nuevas batallas y asedios volviendo a retomar la senda de la victoria (3 batallas en pocos meses). Morosini, sin embargo, era ya viejo, y no conseguía aguantar ya el peso físico y moral de una expedición militar. Enfermo, fue trasladado a la ciudad peloponésica de Nauplia, donde murió el 6 de enero de 1694.
Después de su muerte, fue erigido un gran arco de mármol en el Palacio Ducal, mientras que su gato, al cual Morosini estaba muy apegado, fue embalsamado y expuesto en el Museo Correr.